# Octombrie 1986
Acest articol este generat integral pe baza informațiilor din articolul 1986 și este actualizat periodic de un robot.
 Editările făcute în articol vor fi șterse la următoarea actualizare! Dacă doriți să faceți modificări, editați articolul-sursă.

ianuarie -
februarie -
martie -
aprilie -
mai -
iunie -
iulie -
august -
septembrie -
octombrie -
noiembrie -
decembrie
Octombrie 1986 a fost a zecea lună a anului și a început într-o zi de miercuri.

## Evenimente
- 26 octombrie: Alain Prost își câștigă al doilea titlu mondial în Formula 1.

## Nașteri
- 1 octombrie: Jurnee Smollett, actriță americană
- 2 octombrie: Izabela Tomița, interpretă română de muzică populară
- 3 octombrie: Lucian Turcu, fotbalist român
- 3 octombrie: Jackson Martínez, fotbalist columbian
- 4 octombrie: Bárbara Arenhart, handbalistă braziliană
- 4 octombrie: Sara Forestier, actriță franceză
- 4 octombrie: Lili Lozan, prezentatoare TV din Republica Moldova
- 5 octombrie: Elmir Alimjanov, scrimer kazah
- 6 octombrie: Adam Kokoszka, fotbalist polonez
- 6 octombrie: Valentin Simion, fotbalist român
- 7 octombrie: Holland Roden, actriță americană
- 8 octombrie: Adela Popescu, actriță de film și cântăreață română
- 8 octombrie: Camilla Herrem, handbalistă norvegiană
- 9 octombrie: Gonçalo Brandão, fotbalist portughez
- 9 octombrie: Stéphane Zubar, fotbalist francez
- 10 octombrie: Ezequiel Garay, fotbalist argentinian
- 11 octombrie: Stojan Vranješ, fotbalist bosniac
- 12 octombrie: Ambrozie-Irineu Darău, politician român
- 13 octombrie: Gabriel Agbonlahor, fotbalist englez
- 14 octombrie: Henrique Adriano Buss, fotbalist brazilian
- 14 octombrie: Iveta Mukuchyan, cântăreață armeană
- 15 octombrie: Nolito (Manuel Agudo Durán), fotbalist spaniol
- 16 octombrie: Franco Armani, fotbalist argentinian (portar)
- 16 octombrie: Inna (n. Elena Alexandra Apostoleanu), cântăreață și compozitoare română
- 23 octombrie: Emilia Clarke (Emilia Isobel Euphemia Rose Clarke), actriță britanică
- 23 octombrie: Jovanka Radičević, handbalistă muntenegreană
- 24 octombrie: Drake (Aubrey Drake Graham), cântăreț, rapper, producător, compozitor și actor canadian
- 24 octombrie: Ștefan Sprianu, cântăreț român
- 24 octombrie: Drake (rapper), muzician canadian
- 26 octombrie: Clara Vădineanu, handbalistă română
- 27 octombrie: Alba Flores, actriță spaniolă
- 28 octombrie: Nikolai Kovaliov, scrimer rus
- 29 octombrie: Mihai Macovei, jucător de rugby în XV profesionist român
- 30 octombrie: Peter Pekarík, fotbalist slovac
- 31 octombrie: Ioana Bran, politiciană română